# Deutsch Tamás (politikus)
Deutsch Tamás (korábban rövid ideig Deutsch-Für Tamás, Budapest, 1966. július 27. –) magyar jogász, politikus, a Fidesz alapító tagja. 1999 és 2002 között ifjúsági- és sportminiszter. 1990 és 2009 között országgyűlési képviselő, 2004 és 2006 között a magyar Országgyűlés egyik alelnöke. 2009-től az Európai Parlament képviselője. A 2024-es Befolyás-barométer szerint ő Magyarország 41. legbefolyásosabb személye.

## Élete
1980–1984 között a Kaffka Margit Gimnázium tanulója volt. 1986-ban kezdte meg egyetemi tanulmányait az Eötvös Loránd Tudományegyetem Állam- és Jogtudományi Karán. Tanulmányai során a Bibó István Szakkollégium tagja volt. 1988-ban aktív részese volt a Fiatal Demokraták Szövetsége (Fidesz) megalakulásának, a párt egyik alapítója, illetve egyik ügyvivőjévé választották (a párt operatív irányítását akkor az ügyvivői testület vitte). 1989 augusztusában Prágában a Vencel téri tüntetésen Németh László Ákossal és Kerényi Györggyel együtt letartóztatták, mivel „Virággal jöttünk, nem tankkal” feliratú transzparenssel vettek részt a tüntetésen, később bírósági ítélettel kiutasították Csehszlovákiából őket. Ekkor váltak országosan ismertté.
Az 1990. évi országgyűlési választáson a párt budapesti területi listájáról bejutott az Országgyűlésbe. Négy évvel később ismét a budapesti listáról, 1998-ban Budapest VII. kerületében, 2002-ben a budapesti, 2006-ban pedig az országos listáról szerzett mandátumot. Országgyűlési tevékenysége során több bizottság munkájában vett/vesz részt, 1990 és 1991, valamint 2006 és 2009 között a mentelmi bizottság alelnöke is volt. 1996 és 1998 között a Tocsik-üggyel foglalkozó országgyűlési vizsgálóbizottság elnöke, valamint 1995–1997-ben az alkotmány-előkészítő bizottság tagja volt. 1990-től 1999-ig (kisebb megszakítással), majd 2002 és 2009 között a Fidesz egyik parlamenti frakcióvezető-helyettesi posztját töltötte be.
1993-ban a Fidesz egyik alelnökévé választották, tisztségét a párt 2003-as átalakításáig viselte. 2001 és 2004 között a párt budapesti elnöke, 2002 és 2003 között a Fővárosi közgyűlés tagja és a Fidesz-MKDSZ-frakció vezetője volt.

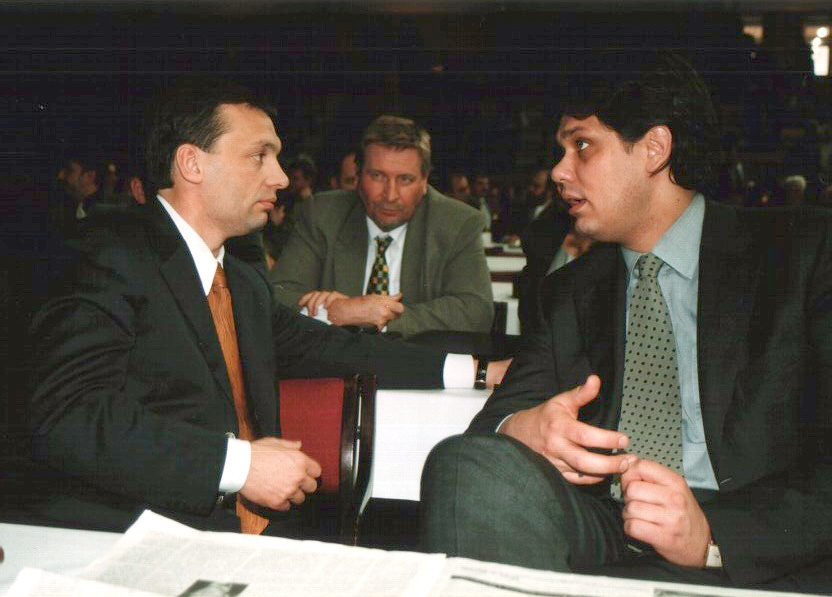
Orbán Viktorral a Fidesz 2000-ben tartott kongresszusán

1998-ban Orbán Viktor akkori miniszterelnök őt jelölte az újonnan megalakítandó ifjúsági és sportminiszteri posztra, amelyet csak 1999-ben tudott betölteni, mert tisztségét csak államvizsgázása után foglalhatta el (1992-ben csak abszolutóriumot szerzett és a miniszterelnök csak az államvizsga után engedte meg, hogy miniszter lehessen). Posztját a 2002-es kormányváltásig viselte.
Szájer József a 2004-ben elnyert európai parlamenti képviselői megbízatása miatt lemondott az Országgyűlés alelnöki posztjáról, helyére a frakció Deutsch Tamást jelölte erre a tisztségre. Ezt a tisztséget az új Országgyűlés megalakulásáig viselte. 2007 és 2009 között a Fidesz újonnan felállított elnöki kabinetjének vezetője volt. A 2009-es EP-választáson a Fidesz–KDNP listáról szerzett mandátumot, emiatt országgyűlési képviselői mandátumáról lemondott.
2011-ben kétszer is felhívta magára a figyelmet vulgáris fogalmazásával: márciusban Gyurcsány Ferencről, júliusban Thomas Melia amerikai helyettes külügyi államtitkárról szólva ragadtatta el magát.
Az Európai Parlament (EP) történetében az első politikus, akinek a kizárásáért aláírást gyűjtöttek saját frakciójának tagjai. 2020 decemberében 133 igen és 6 nem szavazat mellett meg is vonták tőle a jogot, hogy a képviselőcsoport nevében az EP plenáris ülésén felszólaljon, illetve bármilyen tisztséget betöltsön az EP-ben.

### Sportvezetőként
1999. január 1. és 2002 között ifjúsági és sportminiszter volt. 1999 február 28. és 2001 januárja között, majd 2012-től 2016-os lemondásáig pedig a MOB alelnöke. 2017 májusában ismét a MOB alelnöke lett.
2010. május 26-án az MTK elnökévé választották. 2010 novemberétől a Magyar Paralimpiai Bizottság alelnöke. 2015 decemberétől a Sportegyesületek Országos Szövetségének elnöke.

### Kormánybiztosként
A Kormány 2015 elején nemzeti konzultációt szervezett az internetről és a digitális fejlesztésekről (rövidítve: InternetKon), miután a korábbi terve ellen (internetadó) tiltakozási hullám indult 2014 őszén. A nemzeti konzultáció eredményére hivatkozva hozta létre 2015-ben a Kormány a végrehajtásról szóló Digitális Jólét Programot. Orbán Viktor miniszterelnök egyidejűleg Deutsch Tamást a Digitális Jólét Programja összehangolásáért és megvalósításáért felelős miniszterelnöki biztossá nevezte ki. A Digitális Jólét Program 2022 júliusában megszűnt.

### Egyetemi oktatóként
2022–23-ban a Milton Friedman Egyetemen három tárgyat is tanított: Köz- és magánjog I-II., Sportdiplomácia és Labdarúgó stadionok üzemeltetése.

## Családja, magánélete
Magánemberként és politikusként is nyíltan vállalja zsidó származását. Apja Deutsch György (1936) vegyésztechnikus, közgazdász, anyja Takács Julianna (1935), vegyésztechnikus volt.
Öccse Péter (1968) atlétikai szakedző, országos csúcstartó magasugró.
1989-ben nősült először: felesége, Fesszel Krisztina a Külkereskedelmi Főiskolán diplomázott, majd pénzügyi előadóként dolgozott egy bankban. Három gyermekük született: Dávid (1989), Bence (1992) és Fruzsina (2002).
Első házassága alatt titkárnőjének, Urr Anitának szintén született tőle egy gyermeke, Zalán (2000).
Második felesége Für Ágnes Sarolta pénzintézeti vezető könyvelő, Für Lajos egykori MDF-elnök lánya volt, akinek 2006 januárjában felvette vezetéknevét, majd válásuk után visszavette a sajátját.
Ezután Lázár János akkori hódmezővásárhelyi polgármester kabinetfőnökével, dr. Juhász Tündével (Csongrád Megyei Kormányhivatal kormánymegbízottja) lépett kapcsolatra, de nem házasodtak össze.
Harmadik felesége Lazsányi Erika, az MTK ritmikus gimnasztikai szakosztályának vezetője, akit 2012 decemberében vett feleségül.
Ötödik gyermeke Dániel 2013 májusában született.

## Kritika
Deutsch Tamás jellegzetessége az alpári stílusú megnyilvánulások.

### Twitter-megnyilvánulások
A Twitteres bejegyzéseiben gyakran szitkozódik vagy káromkodik.

Például ezeket írta:
Vannak "rosszindulatú őrültek", "aljas emberek", "szemét alakok", "irtózatos gecik" és "gusztustalan rohadékok" 
2011-ben az Obama-kormány államtitkáráról, Thomas O. Meliáról ezt írta:
Ki a fasz az a Thomas Melia? Minek kell naponta adnunk a szarnak egy pofont? 

### Csúsztatásai
Annak ellenére, hogy az Európai Parlament elítélte Magyarországot  és a nemzetközi szervezetek is – az EU-ban elsőként – a »részben szabad« országok közé sorolták, továbbá az EU legkorruptabb országa is lett, szerinte »hazugság és valótlanság, hogy Magyarországon bármiféle jogállamisági probléma lenne«.

## Díjai, elismerései
- Csongrád megye díszpolgára (2012)[35]
- Petőfi-díj (2020)[36]